# Wendy’s
Wendy’s  (дословно — «У Венди»; офиц. рус. «Вендас»)   — американская сеть ресторанов быстрого питания, принадлежащая The Wendy’s Company. Штаб-квартира компании расположена в Даблине, Огайо.
Сеть обладает 6207 ресторанов по всему миру открытых по франшизе (данные на январь 2017 года), 77 % заведений располагаются в Северной Америке, является основным конкурентом сетей Burger King, Subway и McDonald’s.
Ассортиментная линейка ресторанов Wendy’s включает 10 видов бургеров из 100 % говядины, 9 видов бургеров из куриного филе, несколько видов картофеля фри, печёного картофеля, 5 наименований салатов, фирменная похлёбка «Чили» и около 30 десертов и напитков. Сеть отличается квадратными котлетами в гамбургерах на круглых булочках.

## История

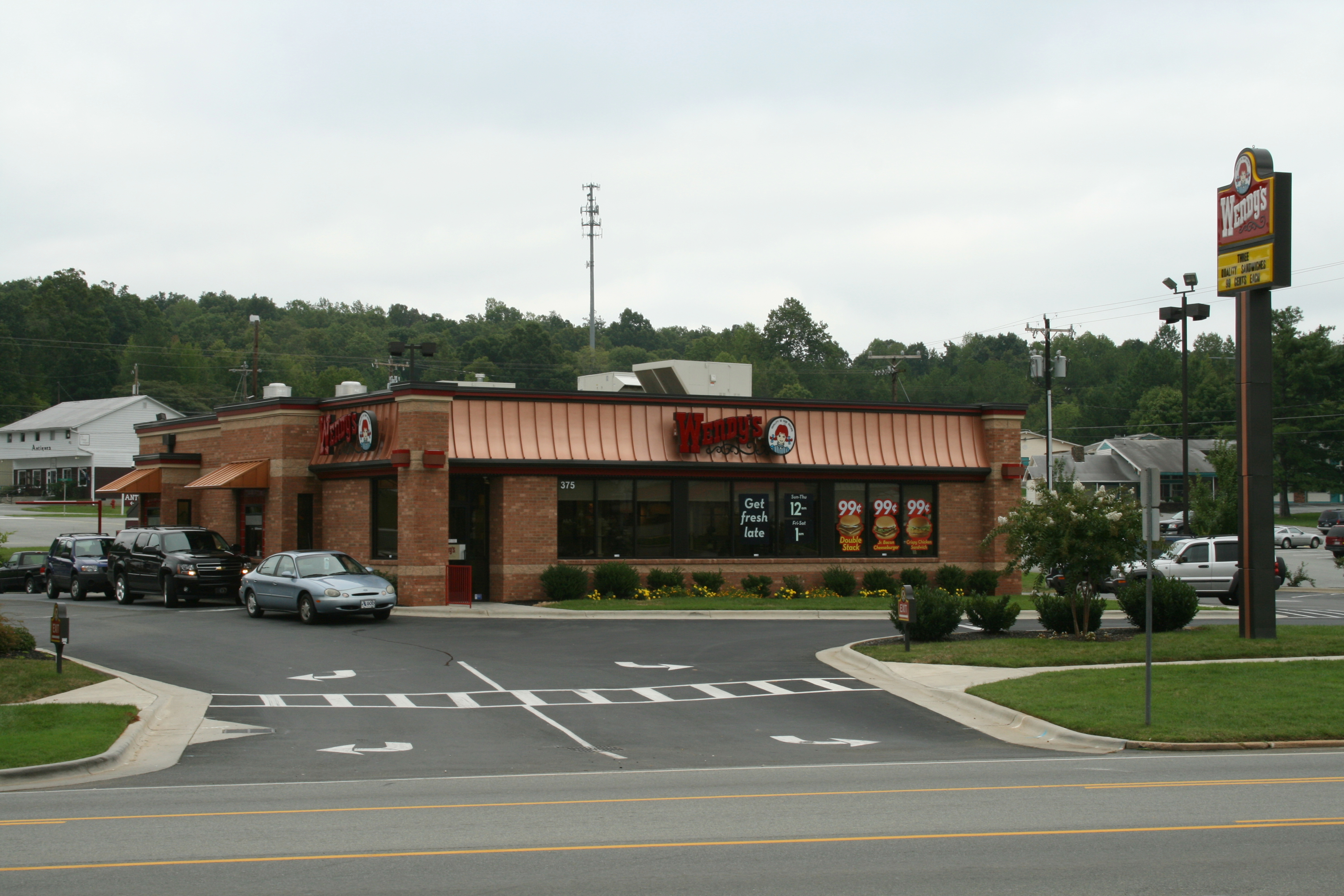
Ресторан сети в Северной Каролине

Бренд Wendy’s ведёт свою историю с 15 ноября 1969 года, когда был открыт первый ресторан марки в США, в городе Колумбус, Огайо. Дейв Томас — основатель компании — назвал свой ресторан в честь одной из дочерей, Мелинды Лу, прозванной «Венди» её братом и сестрами.

### Значимые события
- 15 ноября 1969 — открытие первого ресторана Wendy’s.
- Август 1972 — продана первая франшиза на открытие ресторана.
- Декабрь 1976 — открыт 500-й ресторан в Торонто, Онтарио.
- Март 1978 — открыт 1000-й ресторан в Спрингфилде, Теннесси.
- Ноябрь 1980 — открыт 2000-й ресторан.
- Февраль 1985 — открыт 3000-й ресторан.
- Декабрь 1992 — открыт 4000-й ресторан в Бентонвиле, Арканзас.
- Март 1997 — открыт 5000-й ресторан в Пикирингтоне, Огайо, пригород Колумбус.
- Октябрь 2001 — открыт 6000-й ресторан в Тихуане, Мексика.
- 15 ноября 2009 — компания отпраздновала своё 40-летие. Около 6300 ресторанов в 21 стране.
- 4 июня 2011 — открыт первый ресторан в Москве.
- 2012 — открыт первый ресторан в Тбилиси, Грузия.
- 28 июля 2014 — сеть фастфуда Wendy’s сообщила об уходе с российского рынка.
- в 2019 году — открылась первая точка в Узбекистане в Ташкенте[2].
- 1 марта 2021 — открылся в Казахстане в Алматы.

## Деятельность
Группа компаний Wendys/Arbys, Inc. является третьей по величине сетью ресторанов быстрого обслуживания в мире и включает в себя Wendy’s — международного франчайзера ресторанов Wendy’s, Arby’s Restaurants Group, Inc. — франчайзера ресторанов Arby’s и Wendy’s/Arby’s. Объединённая сеть ресторанов включает более 10 000 ресторанов в США и 24 странах по всему миру.

### Деятельность в России
Первый ресторан открылся 4 июня 2011 года в ТЦ «Капитолий» на проспекте Вернадского в Москве. Флагманский ресторан Wendy’s открылся на Арбате 23 июня 2011 года (ныне закрыт). По состоянию на июль 2014 года, в Москве было открыто 8 ресторанов. В 2014 году компания покинула российский рынок общественного питания.